# Cerrillada
Cerrillada est une ville de l'Uruguay située dans le département de Rivera. Sa population est de 130 habitants.

## Population
| Année | Population |
| ----- | ---------- |
| 1963  | -          |
| 1975  | -          |
| 1985  | -          |
| 1996  | -          |
| 2004  | 130        |

,